# Ш. Дж. Розен
Ш. Дж. Розен (англ. S. J. Rozan / Shira Judith Rozan) — американська письменниця детективного жанру, поетеса, архітектор. Вона також є співавтором серії трилерів про паранормальні явища під псевдонімом Сем Кебот разом з Карлосом Дьюсом (Carlos Dews). Виборола кілька престижних літературних премій.

## Біографія
Народилася в 1950 році в Бронксі, Нью-Йорк. Виросла з двома сестрами та братом.
Захоплюється баскетболом. Закінчила Оберлінський коледж з освітнім ступенем бакалавра та отримала ступінь магістра архітектури в Університеті штату Нью-Йорк у Буффало. Все життя мешкає в Нью-Йорку й зараз живе в Нижньому Мангеттені.
До кар'єри архітектора Розен працювала двірником, в ювелірній торгівлі, маляром будинків, продавала книги, випікала хліб, була копірайтером реклами та інструктором із самооборони.
Будучи архітектором, вона стала менеджером проєкту в нью-йоркській фірмі, яка займалася суспільно корисними проєктами. Розен це згодом прокоментувала: «Це життя було саме тим, чого я хотіла, але воно не робило мене щасливою… Тому я вирішила повернутися до своєї ідеї написати кримінальний роман».
Дія книжок Розен відбувається в Нью-Йорку або починається там. В її романах є персонажі Лідія Чін і Білл Сміт, а точки зору їх на ті чи інші події змінюються у різних книгах. Про них письменниця сказала: «Лідія — це я, якою була в її віці. Вона оптимістична та сповнена енергії. Вона вірить, що світ можна врятувати… Білл, з іншого боку, — це я, яка я є зараз — у поганий день; він пережив достатньо поганих речей у своєму житті, і він знає, чого не можна робити».
У 2013 році вона разом з Карлосом Дьюсом написала книгу «Кров ягняти: Роман таємниць», яку підписала псевдонімом Сем Кебот. Дія відбувається в Римі, і вона стала першою в їхній спільній серії історичних паранормальних трилерів.
Окрім кримінальних романів, з 2004 року Розан пише хайку, які кожні вихідні публікує у своєму блозі. Вони складає хайку, коли здійснює спостереження, але не записує, доки не повернеться додому.
Розан часто виступає по своїй діяльності, читає лекції та викладає, зокрема в січні 2003 року як запрошений доповідач на щорічній зустрічі Всесвітнього економічного форуму в Давосі, Швейцарія; як майстер-художник в Атлантичному центрі мистецтв восени 2006 року; на Національному книжковому фестивалі 2009 року; з доповіддю «Кожна історія — це таємниця» в Центральній бібліотеці в Індіанаполісі в жовтні 2009 року; як основний доповідач на Каліфорнійській конференції авторів кримінальної літератури у червні 2011 року; восени 2011 року як інструктор Нью-Йоркської академії кримінальної фантастики; як постійний письменник в Сінгапурському університеті менеджменту в лютому 2014 року; як автор-резидент і запрошений інструктор у Книжковому таборі «Novel-In-Progress» у 2014 році; і протягом літа в Ассізі, Італія, в «Art Workshop International» як інструктор з написання.
Працювала у Національних радах Товариства письменників детективного жанру Америки та «Sisters in Crime», а також є колишнім президентом «Private Eye Writers of America».
Вона часто приділяє свій час іншим письменникам, про що свідчать подяки їй у численних довідниках.

## Премії
- 1996 рік. Премія Шамус у номінації «Найкращий роман» за «Конкурс» (Concourse).
- 1998 рік. Премія Ентоні в номінації «Найкращий роман» за «Немає холоднішого місця» (No Colder Place[en]).
- 2002 рік. Премія Шамус у номінації «Найкращий роман» за «Відображення неба» (Reflecting the Sky).
- 2003 рік. Премія Едгара Алана По в номінації «Найкращий роман» за «Зима і ніч» (Winter and Night).
- 2003 рік. Премія Мекавіті в номінації «Найкращий роман» за «Зима і ніч» (Winter and Night).
- 2003 рік. Премія Ніро в номінації «Найкращий роман» за «Зима і ніч» (Winter and Night).
- 2008 рік. Премія Ауді за найкращу аудіокнигу року (Audie Award for Audiobook of the Year[en]) за «Розділ 4» («Chapter 4»)
- 2009 рік. Премія мальтійського сокола (англ. Maltese Falcon Award) за роман «Зима і ніч» (Winter and Night).
- 2012 рік. Премія Діліс у номінації «Найкращий роман» за «Герой-примара» (Ghost Hero)
- 2022 рік. Премія Шамус у номінації «Найкращий роман» за «Фамільний бізнес» (Family Business)
- 2023 рік.	Премія мальтійського сокола (англ. Maltese Falcon Award) за роман «Паперовий син» (Paper Son)

## Твори

### Серія Лідії Чін та Біллі Сміта
- China Trade (Китайська торгівля) (1994)
- Concourse (Конкурс) (1995) (отримав премію Шамус)
- Mandarin Plaid (Мандариновий плед) (1996)
- No Colder Place[en] (Немає холоднішого місця) (1997) (отримав премію Ентоні)
- A Bitter Feast (Гіркий бенкет) (1998)
- Stone Quarry (Кам'яний кар'єр) (1999)
- Reflecting the Sky (Відображення неба) (2001) (отримав премію Шамус)
- Winter and Night (Зима і ніч) (2002) (отримав премії Едгара, Мекавіті, Ніро, Мальтійського сокола)
- The Shanghai Moon[en] (Шанхайський місяць) (2009)
- On the Line (На лінії) (2010)
- Ghost Hero (Герой-примара) (2011) (отримав премію Діліс)
- Paper Son (Паперовий син) (2019)
- The Art of Violence (Мистецтво насильства) (2020)
- Family Business (Фамільний бізнес) (2021)
- The Mayors of New York (Мери Нью-Йорка) (2023)

### Серія Ді та Лао
- The Murder Of Mr Ma (Смерть містера Ма) (2024)

### Під псевдонімом Сем Кебот
- Blood of the Lamb: A Novel of Secrets (Кров ягняти: Роман таємниць) (2013)
- Skin of the Wolf: A Novel (Шкіра вовка: Роман) (2014)

### Окремі романи / розділи
- Absent Friends (Відсутні друзі) (2004).
- In This Rain (Під цим дощем) (2006)
- «Chapter 4», (Розділ 4) в The Chopin Manuscript: A Serial Thriller, idea by Jeffery Deaver, audiobook (Рукопис Шопена: серійний трилер, ідея Джеффрі Дівера, аудіокнига) (Sept 25–Nov 13, 2007)
- «Chapter 13», (Розділ 13) Inherit the Dead: A Novel (serial) (Успадковуючи мертвих) роман (серіал) (2013), вступ. Лі Чайлда.

### Оповідання
- Heartbreak (Розбите серце) (1990)
- Once Burned (Одного разу спалений) (1991)
- Prosperity Restaurant (Ресторан «Процвітання») (1991)
- Hot Numbers (Гарячі номери) (1992)
- Body English (Англійська мова тіла) (1992)
- Film at Eleven (Фільм об одинадцятій) (1994)
- Birds of Paradise (Птахи раю) (1994)
- Hoops (Обручі) (1996)
- Subway (Метро) (1997)
- Cooking the Hounds (Готуємо гончих) (1998)
- A Tale about a Tiger (Казка про тигра) (1999)
- Childhood (Дитинство) (2000)
- Marking the Boat (Маркування човна) (2000)
- Motormouth (Авторот) (2001)
- Double-Crossing Delancey (Двосторонній Делансі) (2001)
- The Grift of the Magi (Обман волхвів) (2010)